# Mathias Franz-Stavenhagen
Mathias Franz-Stavenhagen (* 1953) war Chef vom Dienst beim Magazin „TV Movie“ sowie Mitbegründer und späterer Chefredakteur des Magazins „TV Today“.

## Leben
Nach seinem Studium der Germanistik, der Geschichte und der Politologie arbeitete er zunächst als Gymnasiallehrer. In den Jahren 1985 und 1986 unternahm er dann mit einem Volontariat beim Magazin Frau im Spiegel erste Schritte in die Medienbranche. Bereits 1987 wurde er Redakteur von „Frau im Spiegel“. Noch im selben Jahr begann er die Tätigkeit als Redakteur für das Magazin „Auf einen Blick“, für das er bis 1990 arbeitete. Bis 1993 war Franz-Stavenhagen dann als Chef vom Dienst und Chef für Aktuelles des Fernsehmagazins „TV Movie“ tätig. 1994 stieg er dann als stellvertretender Chefredakteur bei dem Fernsehmagazin „TV Today“ ein, an dessen Gründung und Aufbau er zuvor beteiligt gewesen war. 2004 folgte die Beförderung zum Chefredakteur. 2006 übernahm diesen Posten dann „TV Spielfilm“-Chefredakteur Lutz Carstens, der fortan für beide Magazine tätig war. Seitdem widmet sich Franz-Stavenhagen wieder der Lehrtätigkeit an der Sachsenwaldschule Reinbek und leitete 2009 eine multimediale Theatergruppe.